# Sifón

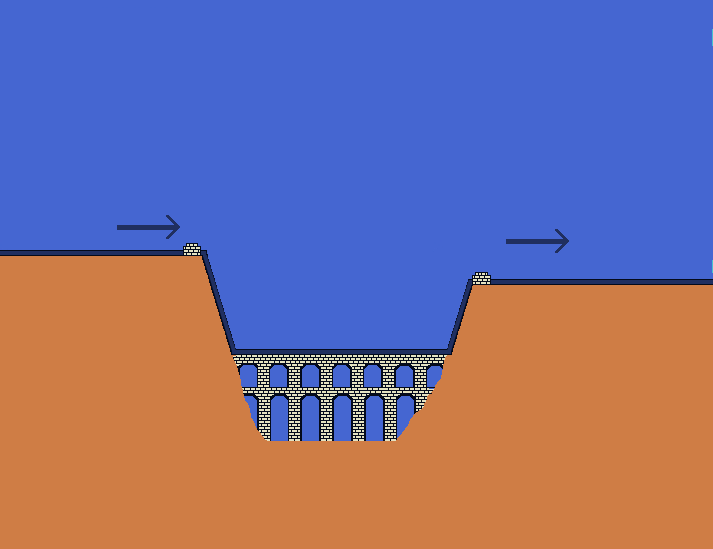
Sifón en un acueducto romano.

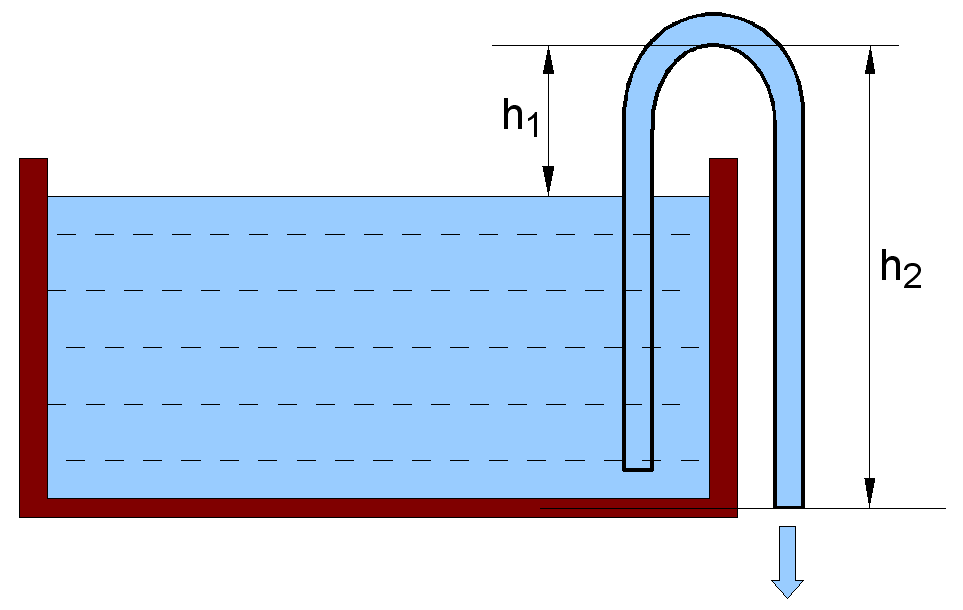
Sifón en su variante invertida.

El nombre de sifón (del griego antiguo σίφων 'tubo, cañería') se daba a los dispositivos que permitían al agua de un canal o acueducto, pasar por debajo de un camino o por una vaguada para retomar su nivel al otro lado y continuar su curso. Físicamente se basa en los vasos comunicantes. El sifón ya era conocido por los romanos, que lo utilizaban en sus acueductos.
Más adelante se inventó una variante invertida que permite a un líquido, al revés que el anterior, pasar por un obstáculo situado a mayor altura que la superficie del mismo. Por analogía de uso con el primitivo, tomó también el nombre de sifón. El más elemental está formado por un tubo, en forma de «U» invertida, de ramas desiguales, con uno de sus extremos sumergido en el líquido, que asciende por el tubo a mayor altura que su superficie, desaguando por el otro extremo. Para que funcione, el orificio de salida debe estar por debajo de la superficie libre (el sifón, en la figura, funcionará mientras h2 sea mayor que h1), pues funciona por diferencia de presiones, entre la superficie del líquido en la cubeta o recipiente y el punto de salida del ramal exterior, y debe estar lleno de líquido (cebado) ya que esa continuidad permite que la presión del líquido en el ramal de entrada cree la diferencia de presiones que eleva el fluido hacia el otro ramal.
El sifón funcionará mientras el orificio de salida esté más bajo que el nivel del líquido en el recipiente superior. El flujo se interrumpe cuando el extremo sumergido queda fuera del agua. 

## Historia
En su libro Pneumática (Πνευματικά), Herón de Alejandría (siglo I d. C.), mediante una serie de experimentos, estableció nociones sobre el equilibrio de los líquidos contenidos en vasos comunicantes, o el llamado «principio del sifón».

## Aplicaciones

### Para atravesar depresiones en el terreno

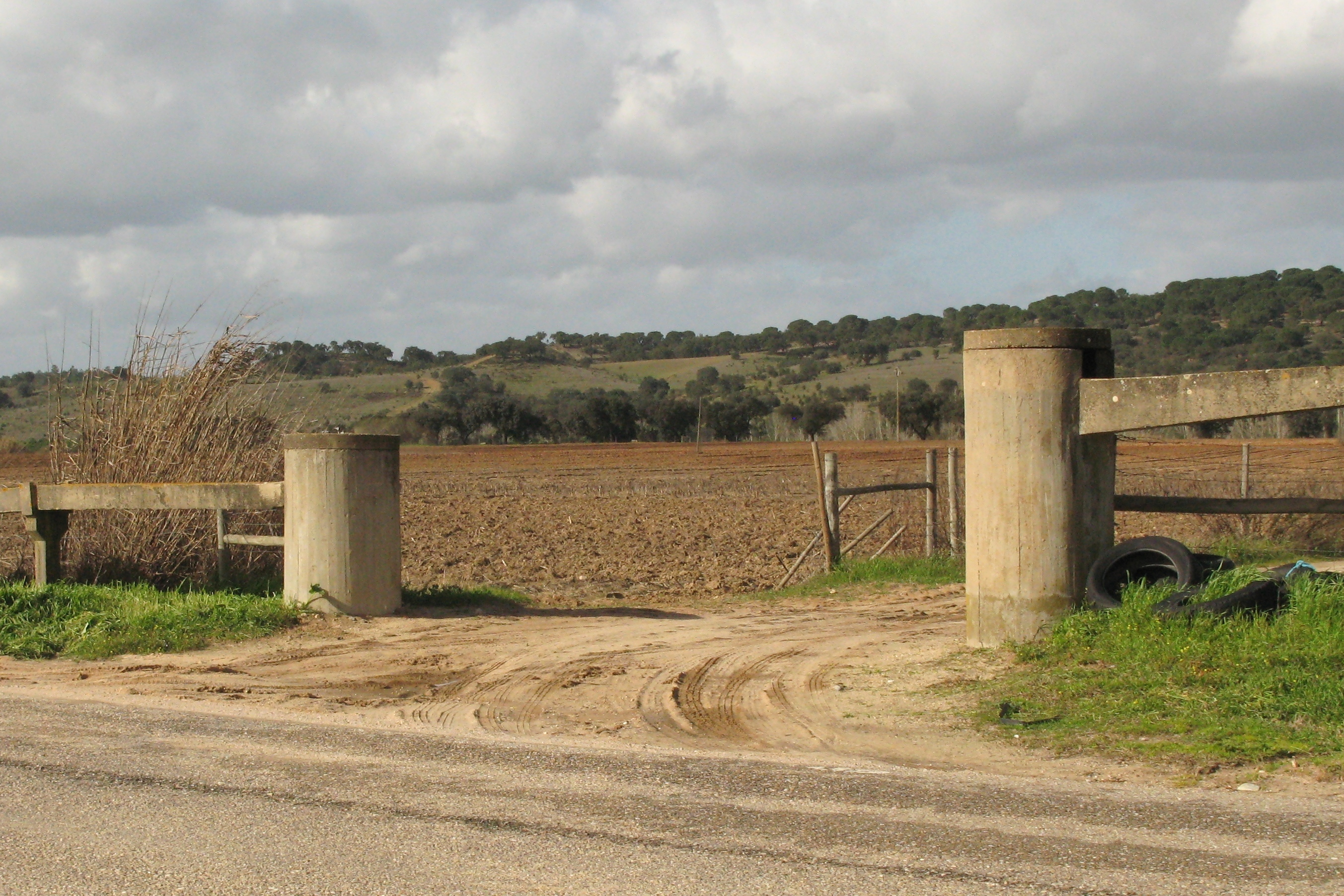
Sifón de un canal bajo un camino.

En esta aplicación se utiliza la variante más antigua del sifón. Si un canal se encuentra a su paso con un obstáculo que va a una cota más baja que la del canal, y no se puede interrumpir, como otro canal, una carretera, etc., a menudo es más conveniente interrumpir el canal con un tubo en forma de «U», salvando el obstáculo por la parte inferior y retomando luego la cota del canal cuando el terreno vuelve a tener una cota adecuada. Puede ocurrir con cualquier otro tipo de obstáculo.
En este caso el funcionamiento hidráulico se basa simplemente en el principio de los vasos comunicantes. El problema más importante es que en la parte inferior del sifón puede haber una presión hidráulica elevada, lo que requiere tuberías reforzadas, capaces de resistirla. En tiempo de los romanos, principalmente, a menudo era más barato hacer el puente o arquería, aunque en ocasiones se hizo imprescindible.

### En instalaciones hidráulicas en edificios

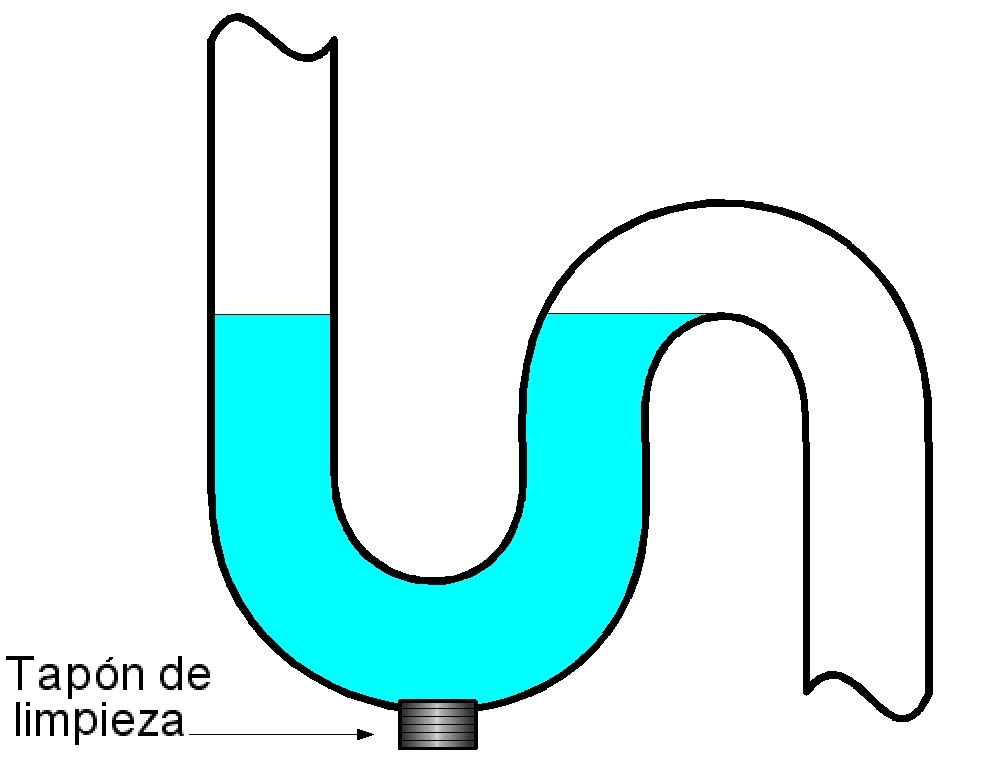
Sifón en un desagüe.

Actualmente, una aplicación común de los sifones es en los desagües de los aparatos sanitarios (fregaderos, lavabos, inodoros, etc.), para evitar que el mal olor de las materias en putrefacción del alcantarillado salga por el orificio de desagüe de los aparatos. El modelo más clásico (y el que mejor funciona hidráulicamente) consiste en un tubo en forma de «S» tumbada, de manera que, al desaguar el aparato, el agua llena las dos ramas del tubo, hasta el nivel de desagüe de la segunda, manteniendo un tapón de agua limpia que cierra la entrada de olores.

Sifón de inodoro.

En los inodoros, para conseguir un vaciado completo del agua sucia del sifón, se descarga la cisterna en el cubeto, el agua llena la primera curva del tubo y la segunda actúa como un sifón invertido, aspirando el contenido del cubeto hasta que el nivel de agua baja y entra algo de aire. En este momento, el sifón deja de funcionar y retrocede el agua que está en la parte ascendente entre las dos eses, llenando en parte la primera curva del tubo y aislando el desagüe de los gases de la cañería. Posteriormente, el mecanismo de descarga debe dejar salir un poco de agua, de modo que el sifón se llene hasta el nivel de desagüe de la segunda rama, como en el caso anterior.
También se pueden llevar los desagües del resto de los aparatos del baño a un sifón común, llamado «bote sifónico» (que no se usa nunca en un inodoro).

Vaciado por sifonamiento del exceso de agua en un canal o embalse.

### En aparatos electrodomésticos
La toma de lejía y suavizante de las lavadoras suele ser un sifón invertido. El suavizante está en su cubeta y no alcanza la parte superior del sifón, pero cuando se abre la válvula de entrada de agua, el nivel sube, comenzando el sifonamiento, que no se interrumpe hasta haber vaciado el depósito de suavizante.

### Como descargador de seguridad en canales
Aprovechando las características hidráulicas de los sifones invertidos, estos son más eficientes que los vertederos libres para descargar el agua que, por alguna maniobra equivocada aguas arriba, podría desbordarse de un canal provocando daños a las estructuras, por ejemplo, de canales de riego.
Cuando el nivel del agua rebasa el máximo admisible (ver figura), se llena el sifón, que empieza a descargar hasta que el nivel desciende hasta el considerado como normal, en cuyo momento entra aire en el conducto del sifón y se desceba.

Sifón de agua de Seltz o soda.

### Para alimentar riegos desde un canal
Es un sistema bastante utilizado puesto que un sifón invertido permite retirar el agua desde el canal terciario de riego sin dañar el canal mismo, que generalmente es de tierra. Modernamente estos sifones suelen ser de polipropileno (PP) flexible, de un diámetro de entre 50 y 80 mm (2" y 3").

## Agua carbonatada
Por similitud de un líquido que asciende por un tubo, se llama sifón a un recipiente hermético que contiene agua carbonatada, también llamada agua de Seltz, soda, gaseosa, etc. En España se llamaba sifón al agua carbonatada cuando se servía desde este envase. El envase está a presión, mantenida por el equilibrio entre el CO2 disuelto en el agua y el gas libre en la parte superior. Habitualmente se le colocaba una funda metálica como protección frente a una posible explosión, ya que es un recipiente a presión. El sifón va provisto de una válvula para su apertura, que comunica un tubo vertical que desciende hasta el fondo con la salida exterior. Actualmente ha caído en desuso, siendo sustituido por botellitas de soda. En otros países, como Argentina y Uruguay, siguen siendo muy utilizados y se fabrican actualmente de sustancias plásticas (más seguras frente a una posible explosión) y en su mayoría son repartidos a domicilio por soderos o sifoneros.